# Монтичелло
Монтичелло (Monticello) — усадьба Томаса Джефферсона на юге штата Виргиния, в 2 км к югу от Шарлотсвилла. Представляет собой эталонный пример раннего американского классицизма и памятник Всемирного наследия (с 1987 года)
Усадьба стоит на гребне 264-метрового холма, отсюда происходит её название, означающее по-итальянски «пригорок». Усадебный дом был заложен Джефферсоном в 1769 году по собственному проекту, навеянному рисунками Андреа Палладио. По сторонам господского дома простирались две длинные террасы в форме буквы L, которые скрывали от глаз гостей кухню, прачечную и прочие подсобные помещения, где жили и работали рабы-негры.

## История
В 1780-е годы, во время службы в качестве посланника при французском дворе, Джефферсон проникся идеями французского классицизма. По возвращении на родину он велел почти целиком снести палладианские постройки Монтичелло и выстроил в 1796—1809 годах новое трёхэтажное здание, частью кирпичное, частью бревенчатое, с 35 комнатами различной формы и двумя фасадами — парадным восточным и западным, для домочадцев. Увенчал здание восьмиугольный купол по образцу парижского дворца Сальмов.
После смерти Джефферсона в 1826 году его дочь пыталась сохранить усадьбу неприкосновенной, но, будучи не в состоянии содержать столь обширное хозяйство, через десять лет продала Монтичелло почитателю таланта своего отца, капитану Леви, который завещал его государству. Наследники Леви оспорили его завещание в судебном порядке и сохраняли владение исторической усадьбой до 1923 года, когда она перешла в руки мемориального фонда Томаса Джефферсона. С тех пор в Монтичелло — музей.

## Салли Хеммингс
В последнее время поместье Монтичелло приобрело более скандальную известность из-за попыток историков раскрыть тайны биографий Джефферсона и его близких. В последнее время, благодаря успехам генетики и различного рода медицинских экспертиз, более детальному анализу подверглась его связь со своей рабыней-квартеронкой Салли Хеммингс, которая за время проживания с ним в его фамильном поместье родила до восьми внебрачных светлокожих детей, которым президент выписал вольную после своей смерти. При этом сама Салли была единокровной сестрой (по отцу) законной белой жены Томаса Джефферсона. Проведённый недавно анализ ДНК потомков этих незаконнорождённых детей показал, что по крайней мере один из них имеет гены экс-президента. Сам Джефферсон при жизни всё отрицал.

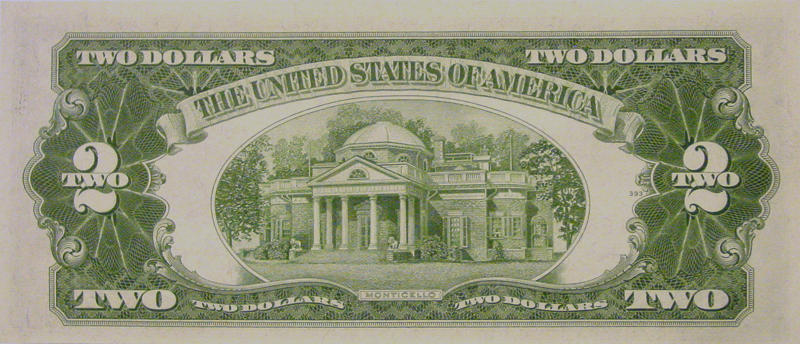
Монтичелло на реверсе купюры в 2 доллара серии 1953 года

Джефферсон лично спроектировал не только внешний облик здания, но и детали его интерьера, а также мебель. О его находчивости напоминают такие хитроумные приспособления, как часы с двумя циферблатами и спрятанный за камином в столовой лифт, по которому можно спуститься непосредственно в винный погреб.
Западный фасад Монтичелло был изображен на обратной стороне 5-центовой монеты, которая чеканилась в США с 1938 по 2003 год и чеканится с 2006 года по настоящее время, а также на обратной стороне двухдолларовой купюры с 1928 по 1966 год.